# 영상녹화물
영상녹화물은 비디오 테이프, 컴퓨터용 디스크, 그 밖에 이와 비슷한 방법으로 음성과 영상을 녹음녹화하여 재생할 수 있는 매체를 말한다.

## 형사소송법

### 피의자
피의자의 진술은 영상녹화 할 수 있다. 이 경우 '피의자 또는 변호인의 동의를 받을 필요는 없으나 미리 영상녹화사실을 사실을 알려 주어야 한다. 조사의 개시부터 종료까지 전 과정 및 객관적 정황을 영상녹화하여야 한다. 당해 조사에서 의도적으로 조사과정의 일부만을 선별하여 영상 녹화하는 방법은 허용되지 않는다. 영상 효과가 완료된 때에는 피의자 또는 변호인 앞에서 지체없이 그 원본을 봉인하고 피의자로 하여금 기명날인 또는 서명하여야 한다.검사 또는 사법경찰관은 수사에 필요한 때에는 피의자가 안잘 출석을 요구하여 진술을 들을 수 있는데 이 때 그의 동의를 받아 영상녹화 수 있다. 영상녹화물은 공판준비 또는 공판기일에 피고인 또는 피고인이 아닌 자가 진술하는 있어서 기억이 명백하지 아니한 사항에 관하여 기억을 환기시켜야 할 필요가 있다고 인정되는 때에 한하여 피고인 또는 피고인이 아닌 자에게 재생하여 시청하게 할 수 있다.

### 참고인
참고인조사과정에서 참고인의 진술에 대하여는 참고인의 동의를 받아 영상녹화할 수 있다

## 참고 문헌
- 이승호,  범행현장 영상촬영의 적법요건에 대한 검토, 일감법학, 2015.

## 같이 보기
- 대한민국 형사소송법 제244조의2 피의자진술의 영상녹화
- 대한민국 형사소송법 제221조 제3자의 출석요구 등
- 피의자신문
- 참고인신문